# Shasta Lake
Shasta Lake ist eine Stadt im Shasta County im US-Bundesstaat Kalifornien. Das U.S. Census Bureau hat bei der Volkszählung 2020 eine Einwohnerzahl von 10.371 ermittelt.
Das Stadtgebiet erstreckt sich über eine Größe von 28,3 Quadratkilometern. Die Kleinstadt befindet sich in ländlicheren Gebieten abseits der Küste im Norden des Staates Kalifornien, jedoch besteht zu den umliegenden Städten als auch zur weiteren entfernten Küste eine günstige Verkehrsanbindung. Die nächste größere Stadt ist Redding etwa 15 Kilometer Luftlinie südlich.
Shasta Lake ist auch der Name des Stausees, der von der in der Nähe befindlichen Shasta-Talsperre (Shasta dam) aufgestaut wird. Dieser spielt auch unter ökonomischen Gesichtspunkten eine gewisse Rolle für die gesamte Region.